# Дрябезгов, Александр Иванович
Александр Иванович Дрябезгов (6 августа 1919 года — 30 октября 2016 года) — советский российский шашист и краевед. Старейший шашист России, старейший краевед Москвы. Мастер спорта СССР (1963), мастер ФМЖД (2007). Участник Великой Отечественной войны.
Шашками Александр Иванович Дрябезгов увлёкся после войны, в начале 50-х годов возглавил Федерацию шашек СССР, стал членом олимпийского комитета СССР. В соревнованиях международного уровня участвует после выхода на пенсию в 1987 году, принимая в первенствах Европы (с 2006 по 2009 гг.) и мира (2010 и 2012 гг.) среди ветеранов.
В 2010 году получил благодарность от Всемирной федерации шашек.
Умер в Москве 30 октября 2016 года.